# Албычева
Албычева — деревня в Гаринском городском округе Свердловской области России.

## Географическое положение
Деревня Албычева муниципального образования «Гаринский городской округ» расположена на правом берегу реки Сосьва (бассейна реки Тавда), примыкает к посёлку Гари.

## История
Одна из версий гласит, что топоним Албычева связан со старинным дворянским родом Албычевыми, происходящим от Албыча-мурзы, выходца из Золотой Орды. Его внук Петр, пелымский боярский сын, ставил остроги: Енисейский в 1618 году, Макинский, Кетский и Намацкий в 1620 году.

## Население
| 2002 | 2010 | 2021 |
| ---- | ---- | ---- |
| 59   | ↘41  | ↘24  |